# Władimir Niewski
Władimir Iwanowicz Niewski, właśc. Fieodosij Iwanowicz Kriwobokow (ros. Влади́мир Ива́нович Не́вский (Феодо́сий Ива́нович Кривобо́ков), ur. 14 maja 1876 w Rostowie nad Donem, zm. 26 maja 1937) – bolszewik, ludowy komisarz komunikacji RFSRR (1918-1919).

## Życiorys
Studiował na Wydziale Przyrodniczym Uniwersytetu Moskiewskiego, od 1898 członek SDPRR, aresztowany i 1901 skazany na zesłanie do Woroneża, 1904 wyemigrował do Szwajcarii. 
Od 14 stycznia 1913 zastępca członka KC SDPRR(b), a od 9 sierpnia 1913 członek KC SDPRR(b), podczas rewolucji październikowej członek Piotrogrodzkiego Rewolucyjnego Komitetu Wojskowego, od 25 lipca 1918 do 17 marca 1919 ludowy komisarz komunikacji RFSRR, równocześnie od 30 września 1918 do 10 maja 1919 członek Rewolucyjnej Rady Wojskowej Republiki. Od 26 lipca 1919 do 1920 kierownik Wydziału ds. Pracy na Wsi KC RKP(b), 1921 rektor Komunistycznego Uniwersytetu im. Swierdłowa, od 1922 zastępca przewodniczącego Komisji ds. Historii Rewolucji Październikowej i RKP(b) przy KC RKP(b), 1922-1923 kierownik piotrogrodzkiego gubernialnego oddziału edukacji narodowej, od 5 maja 1923 do stycznia 1935 dyrektor Biblioteki Państwowej im. Lenina.
19 lutego 1935 aresztowany, 25 maja 1937 skazany na śmierć przez Kolegium Wojskowe Sądu Najwyższego ZSRR "za przynależność do kontrrewolucyjnej organizacji terrorystycznej" i następnego dnia rozstrzelany. 1 czerwca 1955 pośmiertnie zrehabilitowany.